# العربي بوقمحة
العربي بوقمحة، (13 أكتوبر 1972 -) هو مصمم أزياء تونسي.

## حياته ونشأته
العربي بن عثمان بن عمر بوقمحة ولد في 13 أكتوبر 1972م في تونس العاصمة أصيل مدينة أريانة من عائلة متوسطة نسبيا. نشئ في حي شعبي في مدينة أريانة ، وتربى مدلل نسبيا نظرا لانه فريد ابويه وكان مولعا بالتصميم وبالفن قام بأول معرض له في الرسم وهو لا يتجاوز الثمانية سنوات في الحي الذي يقطن فيه ثم أسس مجلة وهو في المرحلة الابتدائية ولكن نظرا لضروفه العائلية لم تكلل بالنجاح.
زاول المرحلة الابتدائية بمدرسة المنزة الخامس ثم انتقل إلى مدينة اريانة والتحق بالمعهد الفني باريانة وتحصل على الابكالوريا رياضيات وتقنية في سنة 1993م. في نفس السنة تحصل على ديبلوم في تصميم الازياء من المعهد الدولي للتصميم والرسم بتونس IMD في 1994
ثم تحصل على شهادة من الجامعة الفرنسية للخياطة الراقية في جانفي 1994 في باريس
رجع لمواصلة دارسته الاكاديمية في كلية العلوم بتونس إلى غاية 1996 في نفس الوقت كان يدرس في المركز القطاعي للإكساء بالدندان وتخرج منه في سنة 1999 وتحصل على شهادة تقني سامي في الإكساء ثم أكمل دراسته في المعهد العالي الخاص (مركز الاكاديمي للتكوين المستمر)وتحصل على الماستار مهني في سنة 2002م. منذ سنة 2008 شرع في دراسة اطروحة دكتوراء في جامعة أمريكية مختصة وهو بصدد نشر اطروحته التي أطلق عليها اسم (أصول تصميم الازياء وأحكام تقنيات الإكساء في العالم العربي الإسلامي)
سنة 2013 تحصل على شهادة مدرب معتمد في مهارات التفوق الدراسي واستراتيجيات المذاكرة الحديثة من قبل الاستاذ العالمي المحاضر أحمد قدوس، وفي شهر جانفي 2014 تحصل على ديبلوم من المجلس العربي للبرمجة اللغوية العصبية (المستوى الأول)، وشهاده مدرب معتمد من المركز الكندي للتنمية البشرية - مونتريال - كندا للدكتور إبراهيم الفقي.

## مسيرته
- كان العربي بوقمحة مولعا بالتجارة منذ صغره عمل في عددة مجالات تجارية وأسس شركة عقارية وعمل كوكيل عقاري من 1994 إلى 1996. في سنة 2000 أسس دار الازياء«فضاء العرائس» لتصميم ملابس العرائس والافراح ثم تفرغ كليا سنة 2004 للتدريس بعد إنشاء المعهد العربي للموضة الذي يعمل فيه مدير واستاذ في تصميم الازياء ومنذ سنة 2018 أسس الاكاديمية العربية للموضة الى جانب مجموعة شركات اخرى في اختصاصات مختلفة.[6]
- رئيس لأول جمعية تونسية مختصة في الموضة «الجمعية التونسية للموضة» وصاحب اللقب العالمي في تصميم أكبر سروال في العالم في سنة 2009م.[7]
- مدير دورة الأولى تونس 2003 لعاب بلا حدود.
- 1996عظو مكلف بالتنشيط الثقافي لطلبة.
- عضو في جمعية بسمة لتشغيل المعاقين.
- تنظيم عددة عروض ازياء لعددة هياكل (الاتحاد الوطني للمرأة التونسية التلفزة التونسية وعددت جمعيات أخرى).
- عضو مكلف بالاستقبال والإقامة والتنقل للصحافيين الأجانب لدورة الألعاب البحر المتوسط سبتمبر2003.
- مؤسسة مسابقة المقص الذهبي للموضة منذ سنة 2004.
- باعث ورئيس الجمعية التونسية للموضة 2009.
- ووكيل الاكاديمية العربية للموضة.
- مدرب محترف في علوم التنمية البشرية والبرمجة اللغوية العصبية وخبير في علم الحروف والارقام .

## الجوائز[8][9]
- أوت 1996وشهادة تشجيع من الحزب الحاكم على تنظيم عرض الأزياء الذي أقيم بمناسبة الاحتفلات بطلبة الجدد.
- جوان 1997 شهادة تقدير على عرض أزياء ناجح للتنشيط الثقافي.
- مارس 1997 ومارس 2000 شهادة مشاركة في مسابقة الخمسة الذهبية للدورة الثالثة والخامسة.
- سنة 2000 : كاس أحسن فستان عروس وميدالية ذهبية من الاتحاد الوطني للمراة التونسية.
- سنة 2003 شهادة تكريم من المملكة المغربية ولقب (بفارس الموضة العربية).
- بيروت 2004 جائزة شرفية من بعض المصممين المحترفين في لبنان لتصميم فستان عروس مميز في نطاق أسبوع الموضة في بيروت.
- حاصل على «جائزة أحسن عروس» في مهرجان سوق العرائس في سوريا عام 2004.
- جويلية 2005 جائزة تكريم من الشركة التونسية لسياحة الشباب للعرض المميز في نزل خليج الشمس بالحمامات.
- جويلية 2006 عرض أزياء مميز وهو تصميم 5فساتين سهرة في 5 دقائق أمام الجمهور.
- جوان 2009 شهادة غينيس للارقام القياسية في تصميم أكبر سروال في العالم.[10]